# Metropolia Nampula
Metropolia Nampula – jedna z 3 metropolii kościoła rzymskokatolickiego w Mozambiku. Została ustanowiona 4 czerwca 1984.

## Diecezje
- Archidiecezja Nampula
  - Diecezja Alto Molócuè
  - Diecezja Gurué
  - Diecezja Lichinga
  - Diecezja Nacala
  - Diecezja Pemba

## Metropolici
- Manuel Vieira Pinto (1984-2000)
- Tomé Makhwelih (2000-2016)
- Inácio Saure (od 2017)